# Vuelta a España 2025/1. Etappe
Die 1. Etappe der Vuelta a España 2025 findet am 23. August 2025 statt. Sie bildet den Auftakt der 80. Austragung des spanischen Etappenrennens, das erstmals in Italien gestartet wird. Als Startort dient das Schloss Venaria Reale unweit von Turin, ehe es über 186,1 flache Kilometer nach Novara geht. Nach der Zielankunft werden die Fahrer 5,8 % der Gesamtdistanz absolviert haben.

## Streckenführung
Der Start der Etappe erfolgt beim Schloss Venaria Reale, das rund zehn Kilometer nordwestlich vom Zentrum Turins in der Gemeinde Venaria Reale liegt. Nachdem das Rennen freigegeben wurde, folgen die Fahrer dem Po stromabwärts bis sie Chivasso erreichen. Im Anschluss dreht die Fahrtrichtung gen Norden und die Strecke führt über Caluso nach Ivrea. Im nahegelegenen Borgofranco d’Ivrea beginnt die Auffahrt zur ersten Bergwertung, die unter dem Namen La Serra (583 m) unweit von Bienca-Tomalino auf der SP419 abgenommen wird. Sie wird nach 69,8 Kilometern erreicht und gilt als Anstieg der 3. Kategorie. Auf welligem Terrain geht es nun weiter nach Biella und Valdengo, wo nach 95,5 Kilometern der einzige Zwischensprint erfolgt. Zusätzlich wird hier auch ein Bonussprint ausgefahren. Auf dem weiteren Weg in Richtung Nordosten werden Cossato, Gattinara und Borgomanero durchfahren, bevor die Fahrer das Ufer des Lago Maggiore bei Arona erreichen. Nun dreht die Fahrtrichtung gen Süden und es geht über Oleggio auf geradem Weg nach Süden.
Im Finale wird Novara zunächst auf der breiten SS703 umfahren, ehe die Fahrer das Stadtgebiet über die SS211 erreichen. Der Zielstrich befindet sich auf der Via XXIII Marzo 1849, wo die Zielgerade eine leichte Rechtsbiegung beinhaltet. Der letzte Kreisverkehr wird rund 800 Meter vor dem Ziel durchfahren.
|                            | Ort                   | Kilometer | Länge (km) | Höhe (m) | Ø Steigung |
| -------------------------- | --------------------- | --------- | ---------- | -------- | ---------- |
| Start                      | Schloss Venaria Reale | 0         |            |          |            |
| Bergwertung (3. Kategorie) | La Serra              | 69,8      | 6,5        | 338      | 5,2 %      |
| Zwischensprint             | Valdengo              | 95,5      |            |          |            |
| Bonussprint                | Valdengo              | 95,5      |            |          |            |
| Ziel                       | Novara                | 186,1     |            |          |            |

## Ergebnis
| \| Etappenergebnis \| Etappenergebnis \| Etappenergebnis \| Etappenergebnis \| Etappenergebnis \| \| Fahrer \| Fahrer \| Land \| Team \| Zeit \| \| --------------- \| --------------- \| --------------- \| --------------- \| --------------- \| |        |      |      |      |
| |        |      |      |      |
| Quelle: ProCyclingStats |        |      |      |      |
| Etappenergebnis |        |      |      |      |
| Fahrer | Fahrer | Land | Team | Zeit |

## Gesamtstände
| \| Gesamtwertung \| Gesamtwertung \| Gesamtwertung \| Gesamtwertung \| Gesamtwertung \| \| Fahrer \| Fahrer \| Land \| Team \| Zeit \| \| ------------- \| ------------- \| ------------- \| ------------- \| ------------- \| |        |      |      |      |
| |        |      |      |      |
| Quelle: ProCyclingStats |        |      |      |      |
| Gesamtwertung |        |      |      |      |
| Fahrer | Fahrer | Land | Team | Zeit |

| Punktewertung | Punktewertung | Punktewertung | Punktewertung | Punktewertung |
| Fahrer        | Fahrer        | Land          | Team          | Punkte        |
| ------------- | ------------- | ------------- | ------------- | ------------- |

| Bergwertung | Bergwertung | Bergwertung | Bergwertung | Bergwertung |
| Fahrer      | Fahrer      | Land        | Team        | Punkte      |
| ----------- | ----------- | ----------- | ----------- | ----------- |

| Nachwuchswertung | Nachwuchswertung | Nachwuchswertung | Nachwuchswertung | Nachwuchswertung |
| Fahrer           | Fahrer           | Land             | Team             | Zeit             |
| ---------------- | ---------------- | ---------------- | ---------------- | ---------------- |

| Mannschaftswertung | Mannschaftswertung | Mannschaftswertung | Mannschaftswertung |
| Team               | Team               | Land               | Zeit               |
| ------------------ | ------------------ | ------------------ | ------------------ |